# گمینا نوو تومشل
گمینا نوو تومشل (به لهستانی:  Gmina Nowy Tomyśl) یک گمینا در لهستان است که در شهرستان نوو تومشل واقع شده‌است. گمینا نوو تومشل ۱۸۵٫۸۹ کیلومتر مربع مساحت و ۲۴٬۲۳۷ نفر جمعیت دارد.